# عاشقانه بد (فیلم)
«عاشقانه بد» (انگلیسی: Bad Romance (film)) فیلمی در ژانر درام است که در سال ۲۰۱۱ منتشر شد.